# 十輝いりす
十輝 いりす（とき いりす、2月17日 - ）は、元宝塚歌劇団星組・宙組の男役スター。
東京都、新宿区立西戸山中学校出身。身長178cm。愛称は「まぁ」、「まさこ」。

## 来歴
1997年、宝塚音楽学校入学。
1999年、宝塚歌劇団に85期生として入団。入団時の成績は30番。雪組公演「再会／ノバ・ボサ・ノバ」で初舞台。組まわりを経て宙組に配属。
高身長でスタイリッシュな男役として早くから注目を集め、2006年のバウ・ワークショップ「Young Bloods!!」でバウホール公演初主演。
2012年2月25日付で星組へと組替え。
2016年6月19日、「こうもり／THE ENTERTAINER!」東京公演千秋楽をもって、宝塚歌劇団を退団。
退団後はカナダへの語学留学を経て、現在は舞台・ライブ出演・ピラティスインストラクターなど多方面で活動している。

## 人物
父は外交官の多賀敏行である。

## 宝塚歌劇団時代の主な舞台

### 初舞台
- 1999年4 - 5月、雪組『再会』『ノバ・ボサ・ノバ』（宝塚大劇場）

### 組まわり
- 1999年5 - 6月、月組『螺旋のオルフェ』『ノバ・ボサ・ノバ』（宝塚大劇場のみ）
- 1999年7 - 8月、雪組『再会』『ノバ・ボサ・ノバ』（1000days劇場）

### 宙組時代
- 2000年1 - 5月、『砂漠の黒薔薇』『GLORIOUS!!』
- 2000年6 - 7月、『うたかたの恋』『GLORIOUS!!』（全国ツアー）
- 2000年8 - 12月、『望郷は海を越えて』『ミレニアム・チャレンジャー!』
- 2001年4 - 8月、『ベルサイユのばら2001-フェルゼンとマリー・アントワネット編-』
- 2001年11 - 2002年3月、『カステル・ミラージュ』 - 新人公演：バート（本役：貴羽右京）『ダンシング・スピリット!』
- 2002年4 - 5月、『エイジ・オブ・イノセンス』（バウホール・日本青年館） - マックス
- 2002年7 - 11月、『鳳凰伝』 - 新人公演：トン（本役：椿火呂花）『ザ・ショー・ストッパー』
- 2003年1月、『おーい春風さん』 - 猿回し『春ふたたび』 - 平六（バウホール）
- 2003年2 - 6月、『傭兵ピエール』 - 新人公演：ロベール（本役：水夏希）『満天星大夜總会』[2]
- 2003年8月、『鳳凰伝』 - トン『ザ・ショー・ストッパー』（博多座）
- 2003年10 - 2004年2月、『白昼の稲妻』 - エミール、新人公演：オーギュスト・ド・オルセー（本役：初風緑）『テンプテーション!』[2]
- 2004年3月、『BOXMAN-俺に破れない金庫などない-』（日本青年館・ドラマシティ） - ルーズベルト[2]
- 2004年5 - 8月、『ファントム』 - 従者、新人公演：フィリップ・ドゥ・シャンドン伯爵（本役：安蘭けい）
- 2004年10 - 11月、『風と共に去りぬ』（全国ツアー） - ジョージ
- 2005年1 - 4月、『ホテル ステラマリス』 - エドワード、新人公演：ティモシー・マクファーソン（本役：寿つかさ）『レヴュー伝説』
- 2005年6月、『Le Petit Jardin（ル プティ ジャルダン）』（バウホール） - ジャン
- 2005年8 - 11月、『炎にくちづけを』 - チャール、新人公演：フェルランド（本役：寿つかさ）『ネオ・ヴォヤージュ』
- 2006年1月、『不滅の恋人たちへ』（バウホール） - 医者／青年
- 2006年3 - 7月、『NEVER SAY GOODBYE』 - ビョルン／ココナツ・ボーイ
- 2006年8 - 9月、『Young Bloods!!-COSMO∞（コスモ無限大）-』（バウホール） - マーク・テンスバーグ バウWS主演[6][2][3][4]
- 2006年11 - 2007年2月、『維新回天・竜馬伝!』 - 高杉晋作『ザ・クラシック』
- 2007年3 - 4月、『A／L（アール）-怪盗ルパンの青春-』（ドラマシティ・日本青年館・中日劇場） - ローアン枢機卿
- 2007年6 - 9月、『バレンシアの熱い花』 - ルーカス大佐『宙 FANTASISTA!』
- 2007年10 - 11月、『バレンシアの熱い花』 - ルーカス大佐『宙 FANTASISTA!!』（全国ツアー）
- 2008年2 - 5月、『黎明（れいめい）の風』 - ラッセル少佐『Passion 愛の旅』
- 2008年7月、『雨に唄えば』（梅田芸術劇場） - ロッド
- 2008年9 - 12月、『Paradise Prince（パラダイス プリンス）』 - ジャック『ダンシング・フォー・ユー』
- 2009年2月、『外伝 ベルサイユのばら-アンドレ編-』 - ジェローデル『ダンシング・フォー・ユー』（中日劇場）
- 2009年4 - 7月、『薔薇に降る雨』 - エストール・ボヌー『Amour それは…』
- 2009年8月、『大江山花伝』 - 酒呑童子『Apasionado（アパショナード）!!II』（博多座）
- 2009年11 - 2010年2月、『カサブランカ』 - セザール／カーティス夫[3]
- 2010年3 - 4月、『シャングリラ-水之城-』（ドラマシティ・日本青年館） - 風
- 2010年5 - 8月、『TRAFALGAR（トラファルガー）』 - ウィリアム・ヘンリー王子『ファンキー・サンシャイン』
- 2010年9月、蘭寿とむコンサート『“R”ising!!』（バウホール・昭和女子大学人見記念講堂）
- 2010年11 - 2011年1月、『誰がために鐘は鳴る』 - プリミティボ[3]
- 2011年3月、『記者と皇帝』（日本青年館・バウホール） - マーク・スティーブンスン
- 2011年5 - 8月、『美しき生涯』 - 加藤嘉明『ルナロッサ』
- 2011年10 - 12月、『クラシコ・イタリアーノ』 - ジャコモ・アジャーニ『NICE GUY!!』[2][3]
- 2012年2月、『仮面のロマネスク』 - ロベール『Apasionado!!II』（中日劇場）[2]

### 星組時代
- 2012年5 - 8月、『ダンサ セレナータ』 - アンジェロ『Celebrity』[2][3]
- 2012年9月、『琥珀色の雨にぬれて』 - ルイ・バランタン『Celebrity』（全国ツアー）[2]
- 2012年11 - 2013年2月、『宝塚ジャポニズム〜序破急〜』『めぐり会いは再び 2nd〜Star Bride〜』 - クラウス『Étoile de TAKARAZUKA（エトワール ド タカラヅカ）』 - エトワールオム（歌手）／レオS／ヴァルゴオムA
- 2013年3 - 4月、『宝塚ジャポニズム〜序破急〜』『怪盗楚留香（そりゅうこう）外伝-花盗人（はなぬすびと）-』 - 薛衣人『Étoile de TAKARAZUKA（エトワール ド タカラヅカ）』（中日劇場・台北国家戯劇院）
- 2013年5 - 8月、『ロミオとジュリエット』 - ヴェローナ大公
- 2013年9 - 10月、柚希礼音スペシャル・ライブ『REON!!II』（東京国際フォーラム・博多座）
- 2014年1 - 3月、『眠らない男・ナポレオン-愛と栄光の涯（はて）に-』 - ジョセフ
- 2014年5 - 6月、『太陽王〜ル・ロワ・ソレイユ〜』（東急シアターオーブ） - マザラン
- 2014年7 - 10月、『The Lost Glory -美しき幻影-』 - ウォルター・P・ライマン『パッショネイト宝塚!』
- 2014年11月、柚希礼音スーパー・リサイタル『REON in BUDOKAN〜LEGEND〜』（日本武道館）
- 2014年12月、『アルカサル〜王城〜』（バウホール） - アルフォンソ11世
- 2015年2 - 5月、『黒豹（くろひょう）の如（ごと）く』 - セバスチャン・デ・ディアス子爵『Dear DIAMOND!!』[2]
- 2015年6 - 7月、『大海賊』 - エドガー『Amour それは…』（全国ツアー）
- 2015年8 - 11月、『ガイズ&ドールズ』 - ビッグ・ジュール[2]
- 2016年1月、『LOVE & DREAM』（東京国際フォーラム・梅田芸術劇場）
- 2016年3 - 6月、『こうもり』 - フランク『THE ENTERTAINER!』 退団公演[2]

### 出演イベント
- 2000年12月、『アデューTAKARAZUKA1000days劇場サヨナライベント』
- 2001年9月、『ベルサイユのばら メモランダム』
- 2002年11月、『アキコ・カンダレッスン発表会』
- 2003年11 - 12月、初風緑コンサート『Carmine-カーマイン-』
- 2005年4月、TCAスペシャル2005『Beautiful Melody Beautiful Romance』
- 2005年12月、『花の道 夢の道 永遠の道』
- 2006年7月、『宝塚巴里祭2006』
- 2007年9月、TCAスペシャル2007『アロー!レビュー!』
- 2007年9月、『TAKARAZUKA SKY STAGE5th Anniversary Special』
- 2009年9月、萬あきらディナーショー『MY LIFE』
- 2009年12月、タカラヅカスペシャル2009『WAY TO GLORY』
- 2010年12月、タカラヅカスペシャル2010『FOREVER TAKARAZUKA』
- 2012年12月、タカラヅカスペシャル2012『ザ・スターズ!〜プレ・プレ・センテニアル〜』
- 2014年12月、タカラヅカスペシャル2014『Thank you for 100 years』
- 2015年9月、第53回『宝塚舞踊会』
- 2015年12月、タカラヅカスペシャル2015『New Century，Next Dream』

## 受賞歴
- 2002年、『宝塚歌劇団年度賞』 - 2001年度レッスン奨励賞
- 2003年、『宝塚歌劇団年度賞』 - 2002年度レッスン奨励賞
- 2012年、『阪急すみれ会パンジー賞』 - 助演賞